# Fondation de l'alliance des professionnels de la médecine à Taïwan

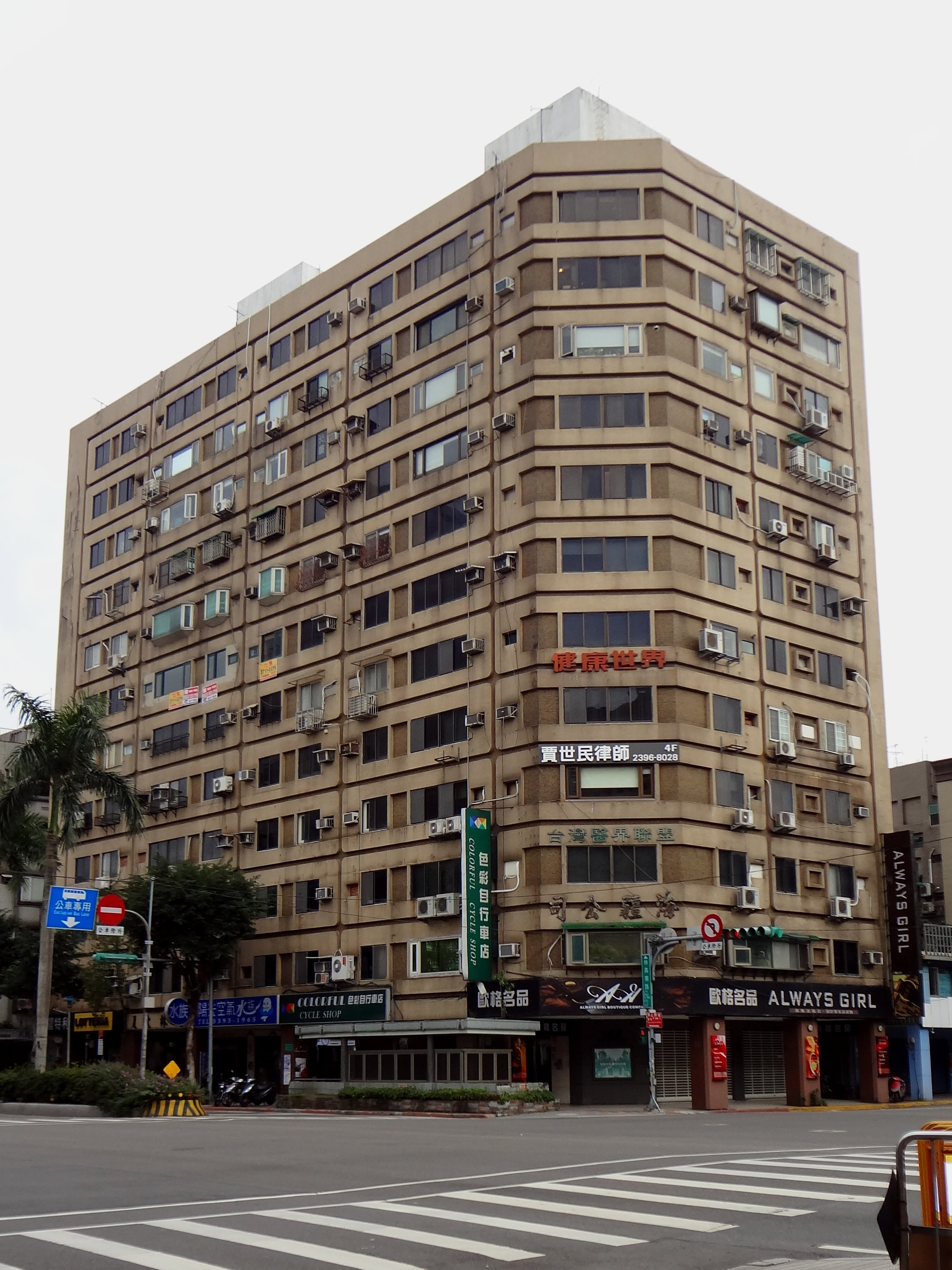
Fondation de l’alliance des professionnels de la médecine à Taïwan (3F., No.4, Sec. 1, Ren-Ai Rd., Zhongzheng Dist., Taipei City 100, Taïwan R.O.C.).

La  Fondation de l’alliance des professionnels de la médecine à Taïwan  (FMPAT en anglais; chinois simplifié : 台湾医界联盟基金会 ; chinois traditionnel : 台灣醫界聯盟基金會 ; pinyin : Táiwān yī jiè liánméng jījīn huì) est une organisation non gouvernementale de Taïwan siégeant à Taipei.

## Histoire
Le docteur Li Chen-Yuan (4 décembre 1915 – 2 novembre 2001), pharmacologue taïwanais, professeur émérite de l’Université nationale de Taïwan, ancien membre de l’Academia sinica et importante figure politique de la démocratisation de Taïwan fonda la Fondation de l’alliance des professionnels de la médecine à Taïwan en 1992.
À l’époque, la fondation revendiqua activement l’abolition des mesures issues de la loi martiale appliquée par le Kuomintang à Taïwan de 1948 à 1987.  

## Organisation et activités
Actuellement, le Président de la fondation est Wu Shuh-min (吳樹民). L'ancienne députée Lin Shih-chia est chef de la direction de la fondation.
Le président est élu par le bureau (directeurs de la fondation) et représente la fondation dans ses activités extérieures. Avec la concertation des directeurs, il oriente le travail de la fondation.

## Objectifs
Depuis 1992, la Fondation œuvre pour l’implantation à Taïwan d’une médecine de qualité, socialement responsable et impulsée par les biotechnologies. 
Les objectifs de la fondation peuvent être résumés par l'engagement humanitaire, l'union des professionnels de la santé à Taïwan et le renforcement des politiques d'éducation et de protection de l'environnement afin de renforcer la médecine taïwanaise.

## Participation au sein des Organisations internationales
Depuis 2000, la fondation a accueilli à Taipei les conférences de l’APEC liées à la santé.
Lors de l'épidémie de SRAS de 2003, la fondation a fait campagne pour que Taïwan puisse rejoindre l’Organisation Mondiale de la Santé.